# Нижегородский научно-исследовательский институт радиотехники
АО «Федеральный научно-производственный центр
„Нижегородский научно-исследовательский институт радиотехники“» (ННИИРТ) — одно из ведущих российских предприятий по разработке и изготовлению радиолокационных станций, расположенное в Нижнем Новгороде.
С 2007 года указом Президента РФ федеральный научно-производственный центр ННИИРТ входит в состав Концерна ПВО «Алмаз-Антей».

## История
В 1946 году заводу № 197, директором которого был П. А. Беляев, была поручена модернизация РЛС П-3. Для выполнения задания была создана специальная лаборатория под руководством Евгения Васильевича Бухвалова.
Официальной датой основания предприятия считается 30 сентября 1947 года, когда было организовано Специальное конструкторское бюро Государственного Союзного ордена Ленина завода № 197 (позднее — Горьковского телевизионного завода им. В. И. Ленина, ныне — ПАО «НИТЕЛ»); начальником его был назначен будущий зам. министра радиопромышленности Е. А. Меркин. С 1952 года радиосвязная тематика стала заменяться на радиолокационную. В 1966 году СКБ было преобразовано в самостоятельное предприятие — КБ ГТЗ им. В. И. Ленина; в 1981 году переименовано в Горьковский НИИ радиотехники (ГНИИРТ), а в 1990 году, после переименования города Горького, предприятие приобрело современное название.
С 1999 года предприятию присвоен статус Федерального научно-производственного центра (ФНПЦ). В 2008 году ННИИРТ было преобразован в ОАО.

## Руководство
- Тюлин Валерий Евгеньевич — генеральный директор;
- Цыганов Максим Александрович — заместитель генерального директора по общим вопросам;
- Фомин Андрей Владимирович — заместитель генерального директора по производству;
- Черней Пётр Иванович — заместитель генерального директора по качеству;
- Солонина Алёна Александровна — заместитель генерального директора по финансово-экономическим вопросам;
- Садовникова Ольга Александровна — главный бухгалтер;
- Францев Михаил Евтифеевич — заместитель генерального директора — главный инженер;

## Санкции
23 февраля 2024 года, из-за российского вторжения в Украину, предприятие включено в санкционный список стран Евросоюза:

1Л125 "Ниобий-СВ" из семейства локаторов "Небо", созданные ОАО "ФНПЦ ННИИРТ", используются в вооружённой агрессии против Украины. ОАО "ФНПЦ ННИИРТ" разрабатывает новый радиолокатор для военной ПВО, который получил обозначение "Ниобий-СВ". Эти станции состоят на вооружении российской армии.— «Официальный журнал Европейского союза», Брюссель, 23 февраля 2024 года
По аналогичному основанию ННИИРТ находится в санкционных списках Швейцарии, Японии и Украины.

## Продукция
В период 1947—1952 годов предприятие занималось разработкой связных самолётных, аэродромных и приводных аэродромных радиостанций. Были разработаны модели: «Орлан», «Чернослив», «Дыня», «Урюк», «Носорог», «Груша», «Альбатрос», «Витраж», «Привод», «Резерв», «Байкал». Кроме этого, была модернизирована РЛС П-3.
Всего за 63 года «Нижегородский НИИ радиотехники» разработал более 35 радиолокационных станций и комплексов, составляющих основу войск ПВО страны. По состоянию на 2009 год доля разработок НИИ в парке радиолокаторов ПВО стран бывшего СССР составляла 70 %. Разработки НИИ эксплуатируются в 52 странах мира.
С 1953 года специализацией стала разработка радиолокационных средств:
- РЛС П-3А «Печора» (1948)

Первая послевоенная станция дальнего обнаружения самолётов
- П-8 «Волга» (1950) — первая советская РЛС с круговым обзором пространства,
- П-10 «Волга А» (1953) — с перестройкой частоты,
- П-12 «Енисей» (1955) — с когерентно-компенсационной аппаратурой СДЦ,
- П-12М «Енисей-М» (1956),
- П-14 «Лена» (1959) — первая советская высокопотенциальная РЛС,
- П-12МП «Сдвиг-К» (1959),
- П-12МА «Сдвиг-2К» (1960),
- автоматизированный радиолокационно-связной комплекс П-95 «Буг» (1963),
- РЛС П-12НП «Иртыш» (1965),
- П-14Ф «Фургон» (1966),
- П-70 «Лена-М» (1968) — первая советская РЛС с ЛЧМ зондирующим сигналом,
- АРЛСК П-96 «Оскол» (1968),
- РЛС П-18 «Терек» (1970),
- 5Н84А «Оборона-14» (1974) — с корреляционным автокомпенсатором,
- СТ-67 5Н69 «Салют» (1975) — первая советская трёхкоординатная РЛС с частотным качанием луча,
- 44Ж6 (1979) — стационарный вариант РЛС «Оборона-14»,
- 55Ж6 «Небо» (1982) — первая советская трёхкоординатная метрового диапазона длин волн,
- 1Л13 (1982)
- АРЛСК «Дельта» (1983)
- «Небо-СВ» (1985)
- унифицированный ремонтный модуль «Момент-1» (1989)
- волоконно-оптическая линия связи «Рампа» (1990)

В настоящее время производятся:
- РЛС 55Ж6У (1992)
- РЛС 59Н6 (1997) — среднее время наработки на отказ составляет 840 часов[5]
- РЛС 59Н6М
- РЛС Э-801Е (1995) для вертолёта Ка-31
- РЛС Небо-СВУ (2002) — среднее время наработки на отказ 910 часов
- РЛС «Противник-ГЕ»
- РЛС Небо-М
- мобильная РЛС 1Л122Е
- ремонтный модуль Момент-1
- РЛС Барьер-Е (используется метод локации «на просвет»)
- РЛС 1Л121Е